# Orientierungslauf-Weltmeisterschaften 1976
Die 6. Orientierungslauf-Weltmeisterschaften fanden vom 24. September bis 26. September 1976 in der Gegend um Aviemore in Schottland im Vereinigten Königreich statt.

## Herren

### Einzel
| Platz | Land | Athlet          | Zeit      |
| ----- | ---- | --------------- | --------- |
| 1     | NOR  | Egil Johansen   | 1:31:22 h |
| 2     | SWE  | Rolf Pettersson | 1:33:15 h |
| 3     | NOR  | Svein Jacobsen  | 1:33:45 h |
| 4     | FIN  | Risto Nuuros    | 1:34:32 h |
| 5     | FIN  | Markku Salminen | 1:36:31 h |
| 6     | SUI  | Dieter Hulliger | 1:39:27 h |
| 7     | SUI  | Dieter Wolf     | 1:39:40 h |
| 8     | SWE  | Gert Pettersson | 1:40:26 h |

Einzel:

Titelverteidiger:  Bernt Frilén

Ort: Darnaway Forest

Länge: 15,5 km

Posten: 24

### Staffel
| Platz | Land | Athleten                                                              | Zeit      |
| ----- | ---- | --------------------------------------------------------------------- | --------- |
| 1     | SWE  | Erik Johansson Gert Pettersson Arne Johansson Rolf Pettersson         | 4:10:41 h |
| 2     | NOR  | Jan Fjærestad Øystein Halvorsen Svein Jacobsen Egil Johansen          | 4:19:08 h |
| 3     | FIN  | Hannu Mäkiranta Markku Salminen Matti Mäkinen Kimmo Rauhamäki         | 4:23:41 h |
| 4     | TCH  | Petr Uher Zdeněk Lenhart Pavel Ditrych Jaroslav Kačmarčík             | 4:27:50 h |
| 5     | SUI  | Dieter Wolf Max Horisberger Dieter Hulliger Karl John                 | 4:29:42 h |
| 6     | GBR  | Michael Down Rik Plumb Chris Hirst Geoff Peck                         | 4:42:53 h |
| 7     | DEN  | Kurt Lyndgaard Per Olof Andersen Kurt Jensen Ivan Christensen         | 4:55:37 h |
| 8     | FRA  | Richard Losiowski Etienne Bousser Gerald Belmas Jean-Claude Silvestre | 5:15:14 h |

Staffel:

Titelverteidiger:  Rolf Pettersson, Gunnar Öhlund, Arne Johansson, Bernt Frilén

Ort: Laigh of Moray forest/Culbin

## Damen

### Einzel
| Platza | Land | Athlet            | Zeit      |
| ------ | ---- | ----------------- | --------- |
| 1      | FIN  | Liisa Veijalainen | 1:08:12 h |
| 2      | SWE  | Kristin Cullman   | 1:10:31 h |
| 3      | SWE  | Anne Lundmark     | 1:11:44 h |
| 4      | DEN  | Mona Nørgaard     | 1:12:13 h |
| 5      | FIN  | Gun-Viol Nynäs    | 1:13:04 h |
| 6      | NOR  | Wenche Jacobsen   | 1:13:35 h |
| 7      | FIN  | Sinikka Kukkonen  | 1:14:15 h |
| 8      | NOR  | Kjellrun Sporild  | 1:14:17 h |

Einzel:

Titelverteidigerin:  Mona Nørgaard

Ort: Darnaway Forest

Länge: 8,9 km

Posten: 16

### Staffel
| Platz | Land | Athleten                                            | Zeit      |
| ----- | ---- | --------------------------------------------------- | --------- |
| 1     | SWE  | Ingrid Ohlsson Kristin Cullman Anne Lundmark        | 2:42:46 h |
| 2     | FIN  | Outi Borgenström Sinikka Kukkonen Liisa Veijalainen | 2:43:05 h |
| 3     | HUN  | Irén Rostés Magdolna Kovács Sarolta Monspart        | 2:49:22 h |
| 4     | NOR  | Linda Verde Wenche Jacobsen Kjellrun Sporild        | 2:52:45 h |
| 5     | TCH  | Dana Ticháčková Anna Handzlová Renata Vlachová      | 2:56:45 h |
| 6     | SUI  | Lotte Furrer Ruth Baumberger Annelies Duetsch       | 3:01:15 h |
| 7     | DEN  | Ayoe Berg Dorthe Hansen Mona Nørgaard               | 3:02:11 h |
| 8     | GBR  | Susan Banner Carol McNeill Jean Ramsden             | 3:04:35 h |

Staffel:

Titelverteidigerinnen:  Birgitta Larsson, Monica Andersson, Kristin Cullman

Ort: Laigh of Moray forest/Culbin

## Medaillenspiegel
| Platz | Land     | Gold | Silber | Bronze | Gesamt |
| ----- | -------- | ---- | ------ | ------ | ------ |
| 1     | Schweden | 2    | 2      | 1      | 5      |
| 2     | Finnland | 1    | 1      | 1      | 3      |
| 2     | Norwegen | 1    | 1      | 1      | 3      |
| 4     | Ungarn   | -    | -      | 1      | 1      |